# Letiště Westray
Letiště Westray (anglicky: Westray Airport; IATA: WRY, ICAO: EGEW) je místní letiště v Aikerness, na ostrově Westray, který je součástí Orknejských ostrovů ve Skotsku. Letiště je známou součástí nejkratší pravidelné letecké linky na světě mezi letišti Westrey a Papa Westray, kterou zajišťuje společnost Loganair.